# 普化帖木儿
普化帖木儿（？—1364年），又作普化铁木儿、普化帖睦尔，字兼善，元朝官员，蒙古答鲁乃蛮氏，行台御史大夫帖木哥的儿子。
至正十八年（1358年）担任福建行省平章政事。至正二十一年（1361年），担任江南行台御史大夫。至正二十四年（1364年），拒绝册封张士诚为吴王爵位，于是二人结怨。张士诚派人至绍兴向普化帖木儿索行台印章。普化帖木儿将印章封在库中，说：“我头可断，印不可给他。”又逼他登舟，他说：“我可死，不可辱。”从容沐浴更衣，与妻子诀别，赋诗二首，仰药而死。临死，掷杯地上：“我死了，逆贼也将跟着我一起灭亡。”数日后，达识帖睦迩听说後，叹道：“大夫都死了，我不死干什么呢！”于是命左右给他药酒，饮下而死。张士诚于是派人载其棺柩及妻儿北返京师。